# Dhaka (provins)

Provinsen Dhakas läge i Bangladesh.

Dhaka (eller Dacca) är en provins (bibhag) i centrala Bangladesh. Det är den folkrikaste provinsen i landet och har ungefär 41 miljoner invånare (2001) på en yta av 31 051,39 km². Administrativ huvudort är Dhaka. Andra större städer är Faridpur, Gazipur, Jamalpur, Kadamrasul, Mymensingh, Narayanganj, Narsingdi, Savar, Tangail och Tongi.

## Administrativ indelning
Provinsen är indelad i 17 distrikt, zila, som vidare är indelade i mindre administrativa enheter som kallas thana och upazila.
Distrikt (Zila)
- Dhaka, Faridpur, Gazipur, Gopalganj, Jamalpur, Kishoreganj, Madaripur, Manikganj, Munshiganj, Mymensingh, Narayanganj, Narsingdi, Netrokona, Rajbari, Shariatpur, Sherpur, Tangail